# Henrique Teixeira de Sousa
Henrique Teixeira de Sousa (geb. 19. September 1919, São Lourenço, Fogo; gest. 3. März 2006, Oeiras, Portugal) war ein Mediziner und Schriftsteller in Kap Verde.

## Leben
Teixeira de Sousa erwarb 1945 in Lissabon einen Abschluss in Medizin und im folgenden Jahr studierte er am Institut für Tropenmedizin in Porto. Später spezialisierte er sich auf Ernährung und ging nach Osttimor, um dort als Arzt zu praktizieren. Teixeira de Sousa ließ sich dann auf seiner Heimatinsel Fogo nieder, wo er eine wichtige Funktion übernahm und wenigstens minimale Strukturen für Öffentliche Gesundheitspflege unterhielt. Später arbeitete er auf der Insel São Vicente, bis er kurz vor der Unabhängigkeit des Archipels von Portugal dorthin zog und sich in Oeiras niederließ, wo er bis zu seinem Tod 2006 lebte.
Teixeira de Sousa verfasste Prosa, inklusive Romanen, und war darin ein Schüler von Baltasar Lopes da Silva. Er war ein Mitglied des Claridoso Movement, welches mit der Literaturzeitschrift Claridade in Verbindung steht. Er ist eine Ikone der kapverdischen Literatur, zusammen mit Manuel Lopes, Eugénio Tavares und Jorge Barbosa.
In einem seiner Artikel analysierte er die Sozialstruktur in Fogo, seiner Heimatinsel, wie er sie auch in seinen Romanen und in seinen Essays darstellte. Er zeigte die Besorgnis der weißen Familien gegenüber dem Aufstieg der Mischlinge in den späten 1940ern. Es gab die Angst, dass „die Schwarzen aus den Funcos vertrieben werden könnten; sie würden den Platz der Mischlinge einnehmen in den Lojas und die letzteren würden sich vor die Weißen in den Sobrados setzen“ („the blacks would be pushed out of the funco; would take the place with the mixed in the loja and the latter would put the Whites in the sobrado“).
Teixeira de Sousa wirkte in den 1960er Jahren auch als Bürgermeister von Mindelo auf der Insel São Vicente.

## Vermächtnis
Eine weiterführende Schule (Lyceum) in São Filipe auf seiner Heimatinsel wurde nach ihm benannt.

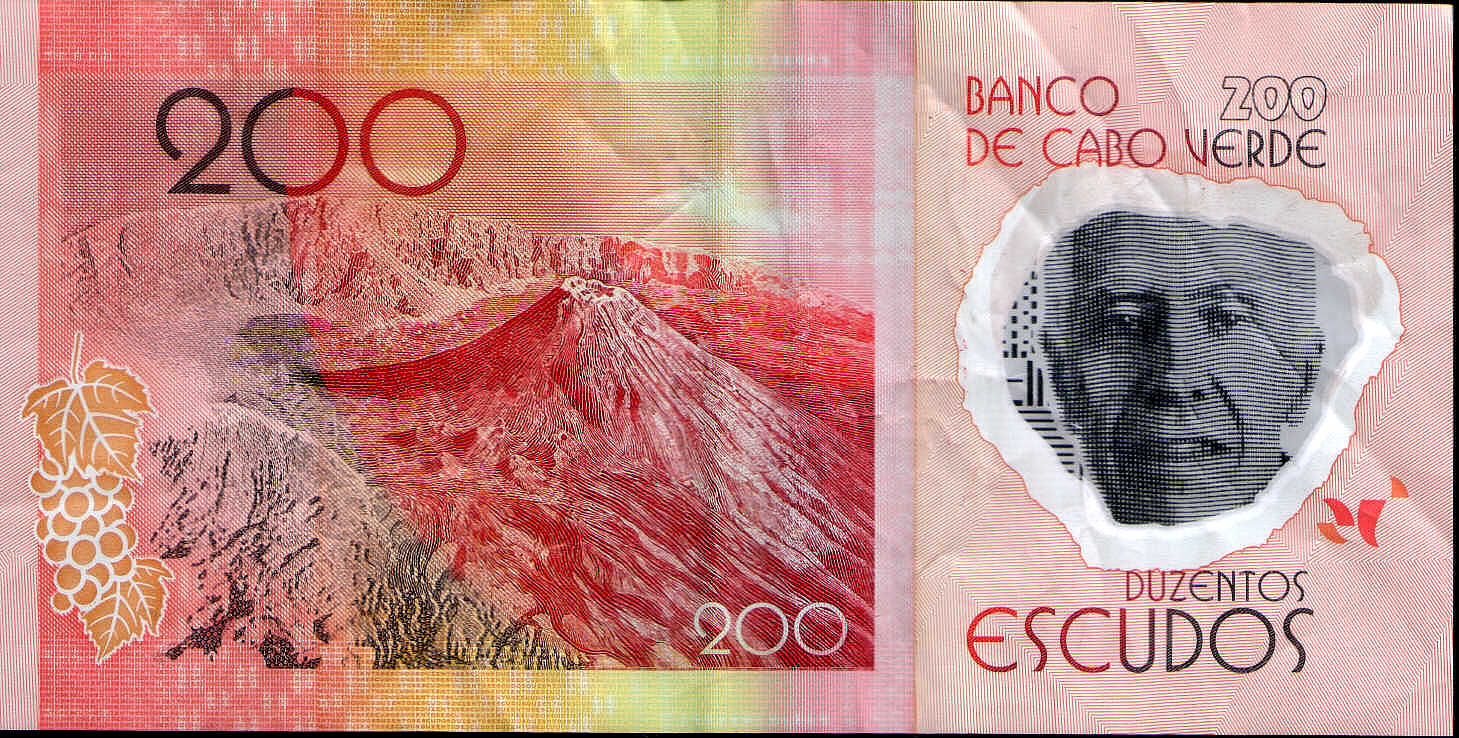
Rückseite der Banknote 200 Kap-Verde-Escudos.

Seit 2014 ist sein Gesicht auf dem Geldschein $200 Kap-Verde-Escudos abgebildet. Sein Gesicht wird auf beiden Seiten gezeigt. Außerdem ist der größte Teil der Landkarte seiner Heimatinsel abgebildet und eine Weintraube. Auf der Rückseite werden Chã das Caldeiras und der Pico do Fogo abgebildet, zwei Wahrzeichen der Insel.

## Werke
- Homens de hoje. Certeza-Review 1944/45.
- Sobrados, lojas e funcos. In: Claridade. Nr. 5, 1958.
- Contra Mar e Vento (Über See und Wind), Geschichten. 1972.
- Ilhéu de Contenda. (Die Insel des Kampfes), Erster Band einer Trilogie, 1978. adaptiert als Filmdrama O Ilhéu de Contenda, 1996.[6]
- Capitão de Mar e Terra. (Kapitän zu See und Land) 1984.
- Xaguate. 1987. II. Trilogie
- Djunga. 1990.
- Na Ribeira de Deus. (Der Fluss Gottes) 1992. III. Trilogie
- Entre duas Bandeiras. (Zwischen zwei Flaggen) 1994.
- Ó Mar de Túrbidas Vagas. (Das Meer trüber Leere) 2005.